# Kidnappad
Kidnappad (originaltitel Kidnapped) är en äventyrsroman av Robert Louis Stevenson från 1886. Den översattes 1917 till svenska under titeln David Balfours sällsamma äventyr, 1955 under titeln Kidnappad : David Balfours äventyr. Den första översättningen till svenska är av den okända pseudonymen T. N. medan en översättning från 1944 är av Edgar Lund. Nils Holmberg gjorde översättningen med den nya titeln 1955.

Romanen utspelas i 1700-talets Skottland.